# جانيت هوساروفا
جانيت هوساروفا (بالسلوفاكية: Janette Husárová)‏ مواليد 4 يونيو 1974 في براتيسلافا، هي لاعبة كرة مضرب سلوفاكية سابقة بدأت مسيرتها كمحترفة سنة 1991 وكانت تلعب باليد اليمنى. سبق أن شاركت في دورة الألعاب الأولمبية الصيفية.

## النهائيات

### نهائيات البطولات الكبرى

#### الزوجي (0–1)
| الحصيلة | السنة | البطولة         | الأرضية | الشريك           | المنافس في النهائي                 | النتيجة في النهائي |
| الوصافة | 2002  | أمريكا المفتوحة | صلبة    | إيلينا ديمنتييفا | فيرخينيا روانو باسكوال باولا سوريس | 6–2, 6–1           |

#### الزوجي النهائي (1 اللقب)
| الحصيلة | السنة | المكان     | الأرضية | الشريك           | المنافس                     | النتيجة       |
| ------- | ----- | ---------- | ------- | ---------------- | --------------------------- | ------------- |
| الفوز   | 2002  | لوس أنجلوس | سجاد    | إيلينا ديمنتييفا | كارا بلاك ايلينا ليخوفتسيفا | 4–6, 6–4, 6–3 |

## الخط الزمني للفردي
مفتاح
| ف | ن | ن.ن | ر.ن | د# | د.م | ل | أ.أ | ت | غ | ب | ف | ذ | م.خ | ل.ت |

(ف) فاز بالبطولة (ن) وصل النهائي (ن.ن) نصف النهائي (ر.ن) ربع النهائي (د#) الأدوار الأربعة الأولى (د.م) دور المجموعات (ل) شارك في كأس ديفيز (أ.أ) خرج من الأدوار الاولى (ت) خسر التصفيات التأهيلية (غ) غاب عن الحدث أو البطولة (ب) حصل على ميدالية برونزية (ف) حصل على ميدالية فضية (ذ) حصل على ميدالية ذهبية (م.خ) بطولة الماسترز خُفضت إلى مرتبة أقل (ل.ت) البطولة لم تعقد في السنة المعينة.
لتجنب الارتباك وازدواجية الحساب، يتم تحديث هذه المعلومات إما في نهاية البطولة، أو عندما تكون مشاركة اللاعب في البطولة قد انتهت.
| دورات الجراند سلام            |     |     |     |     |     |     |     |     |     |     |     |     |     |       |
| بطولة أستراليا المفتوحة للتنس | غ   | د1  | غ   | د1  | د1  | د2  | غ   | ت   | د2  | د4  | د2  | ت   | ت   | 6–7   |
| دورة رولان غاروس الدولية      | غ   | غ   | ت   | د1  | غ   | د1  | ت   | ت   | د3  | د3  | د1  | ت   | غ   | 4–5   |
| بطولة ويمبلدون                | غ   | د1  | غ   | د1  | غ   | غ   | غ   | ت   | د1  | د1  | د1  | غ   | غ   | 0–5   |
| أمريكا المفتوحة               | ت   | د1  | غ   | د1  | غ   | ت   | غ   | ت   | د2  | د2  | د1  | ت   | غ   | 2–5   |
| فوز-خسارة                     | 0–0 | 0–3 | 0–0 | 0–4 | 0–1 | 1–2 | 0–0 | 0–0 | 4–4 | 6–4 | 1–4 | 0–0 | 0–0 | 12–22 |

- إجمالي ف/خ = إجمالي الفوز والخسارة

## روابط خارجية
- جانيت هوساروفا على موقع رابطة محترفات التنس (الإنجليزية)
- جانيت هوساروفا على موقع الاتحاد الدولي لكرة المضرب (الإنجليزية)
- جانيت هوساروفا على موقع كأس بيلي جين كينغ (الإنجليزية)
- جانيت هوساروفا على موقع بطولة ويمبلدون (الإنجليزية)
- جانيت هوساروفا على موقع خلاصة التنس.كوم (الإنجليزية)
- جانيت هوساروفا على موقع اللجنة الأولمبية الدولية (الإنجليزية)
- جانيت هوساروفا على موقع أوليمبيديا (الإنجليزية)
- جانيت هوساروفا على موقع اللجنة الأولمبية السلوفاكية (السلوفاكية)